# Лодранит
Лодранитите са малка група метеорити, част от клана акапулкоит-лодранити – примитивна група от клас Ахондрити. Веществото, от което са съставени лодранитите, е претърпяло само умерена степен на топене и прекристализация. Като всички ахондрити, те не съдържат хондрули и са с минерален състав, подобен на този при обикновените хондрити. Групата на лодранитите е съставена от 120 члена и почти всички са открити в Антарктида.

## Наименование
Лодранитите носят името на метеорита Лодран, паднал в Пакистан на 1 октомври 1868 г. в 14:00 ч. Очевидци на падането съобщават за силен взрив, придружен от издигащ се облак прах на изток от едноименния град. Метеоритът веднага е открит и извлечен от земята. Описан е за първи път от австрийския минералог и петрограф Густав Чермак. В него той наблюдава зърнеста маса, която е смес от стъкловидни, лъскави, синьо-сиви и жълто-зелени частици, между които блестят стоманено-сиви и жълти метални късчета. Разпознава никел-желязо и оливин-бронзитов агрегат от изключителен вид, който никога не е бивал открит в метеорит до този момент.
Първият, който класифицира метеорита Лодран като единствен член на лодранитната група е английският минералог Джордж Търланд Прайър през 1920 г., когато разработва цялостната схема за класификация на метеоритите.

## Произход
Тъй като акапулкоитите и лодранитите имат сходни минерален и кислород-изотопен състав се смята, че те са образувани от едно и също родителско тяло, най-вероятно на астероид тип S, който все още не е идентифициран. Астероидите тип S и C са първите, описани сравнително по-точно и съставляват 17% от Астероидния пояс. Тип S са умерено ярки астероиди, което предполага наличието на силикатни компоненти в състава им. Едно от предположенията за произхода на лодранитите и акапулкоитите е астероидът 433 Ерос, на който през 2001 каца сондата НИЪР Шумейкър. На него са открити множество ударни кратери, които са вероятните източниците на този вид метеорити. Освен това замерванията, направени от сондата, показват че плътността на Ерос е като тази на земната кора. Възрастта на лодранитите се определя на 4,562.6 ± 0.9 билиона (109) години.
Зърната на оливина и пироксена в лодранитите са по-груби отколкото тези в акапулкоитите, следствие на по-високи температури. Това показва, че лодранитите водят своя произход от по-дълбоките слоеве на родителското тяло, където те са били подложени на по-интензивна и продължителна термична обработка.

## Състав
Лодранитите, акапулкоитите и преходните скали между тях са древни остатъци с различна степен на частично топене на хондритния източник и затова химичната им структура е подобна на тази на обикновените хондрити. Образувани са чрез нагряване, топене и прекристализация на хондритния материал. Източникът на топлина за топене на акапулкоит-лодранитите е вътрешен за родителското тяло, въпреки че някои автори предполагат, че топенето е било предизвикано ударно. За разлика от акапулкоитите, лодранитите са остатъци от по-високи степени на частично топене и отстраняване на базалтовата стопилка при температури ~ 1250 °C.
Първоначално лодранитите са групирани като каменно-железни метеорити, тъй като съдържат както скални, така и метални компоненти в почти равни количества. Каменистият материал се състои от силикатни минерали – оливин, ортопироксен, незначително количество плагиоклаз и троилит, а металният – от никел-желязна сплав. Съдържанието на силикати е химически свързано с енстатит хондритите и Н-хондритите. Въпреки това, тъй като съществува тясна връзка между тях и групата на акапулкоитите, лодранитите са класифицирани в обща група с тях, като примитивни ахондрити. Групата акапулкоит-лодранити се отличава най-лесно от другите групи примитивни ахондрити по кислородните си изотопни състави.

## Текстура
Лодранитите са много подобни на акапулкоитите, тъй като произхождат от едно и също родителско тяло. Разликата между тях е в размера на зърната на оливина и пироксена. Лодранитите са едрозърнести ахондрити с размер на зърната 540 – 700 µm, съставени от оливин и пироксени, почти без съдържание на троилит и плагиоклаз, докато акапулкоитите са финозърнести (150 – 230 µm), еквигрануларни скали (с еднакъв размер на минералните зърна) с приблизително хондритно съдържание на оливин, пироксен, плагиоклаз, метал и троилит. И двата вида са със сходни равнокристални, прекристализирани текстури.